# The Rolling Stones/Auszeichnungen für Musikverkäufe

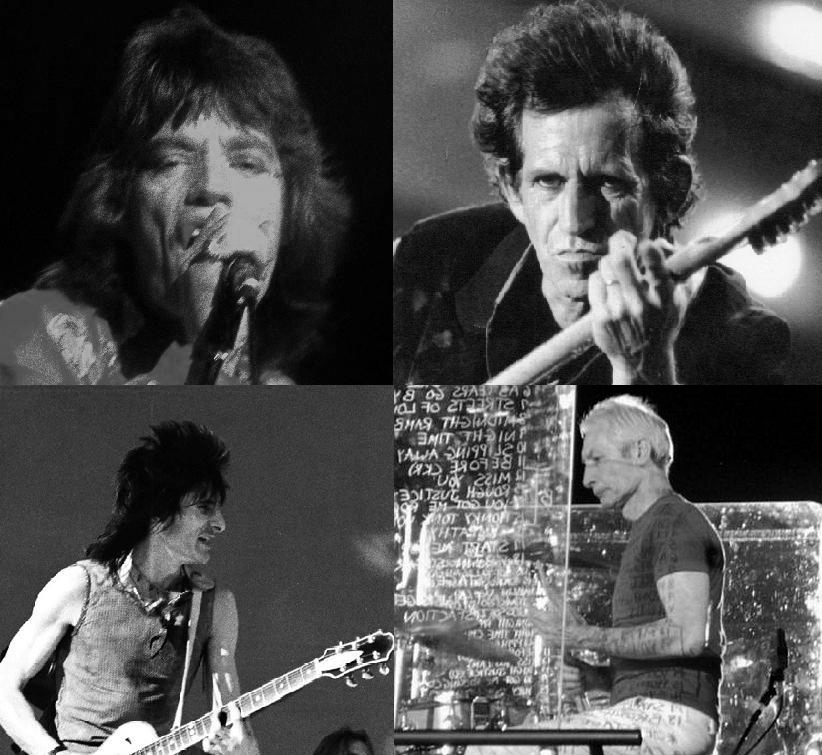
Oben: Mick Jagger, Keith Richards, unten: Ron Wood, Charlie Watts

Dies ist eine Übersicht über die Auszeichnungen für Musikverkäufe der britischen Rockband The Rolling Stones. Die Auszeichnungen finden sich nach ihrer Art (Gold, Platin usw.), nach Staaten getrennt in chronologischer Reihenfolge, geordnet sowie nach den Tonträgern selbst in alphabetischer Reihenfolge, getrennt nach Medium (Alben, Singles usw.), wieder.

## Auszeichnungen
| - Irland - 1994: für das Album Voodoo Lounge - Norwegen - 1972: für das Album Sticky Fingers - Vereinigtes Königreich - 1973: für die Single Angie - 1975: für die Single Brown Sugar - 1978: für die Single Miss You - 2008: für das Album Shine a Light - 2013: für das Album Big Hits (High Tide and Green Grass) - 2013: für das Album Aftermath - 2016: für das Album Get Yer Ya-Ya’s Out! - 2017: für das Album Sweet Summer Sun – Hyde Park Live - 2019: für das Album Their Satanic Majesties Request - 2021: für die Single Honky Tonk Women (Digital) - 2022: für die Single Beast of Burden - 2024: für die Single She’s a Rainbow - 2024: für die Single Ruby Tuesday - Argentinien - 1994: für das Album Sticky Fingers - 1995: für das Album Tattoo You - 1998: für das Album No Security - 2004: für das Album Live Licks - Australien - 1982: für das Album Still Life (American Concert 1981) - 1989: für das Album Steel Wheels - 1994: für das Album Voodoo Lounge - 1996: für das Album Stripped - 2007: für das Videoalbum The Biggest Bang - 2013: für das Videoalbum Crossfire Hurricane - 2015: für das Album Sticky Fingers - 2017: für das Album Blue & Lonesome - 2023: für das Album Beggars Banquet - 2023: für das Album Singles Collection: The London Years - 2023: für die Single Ruby Tuesday - 2023: für die Single She’s a Rainbow - 2023: für die Single Tumbling Dice - 2023: für die Single Waiting on a Friend - 2023: für das Lied Can’t You Hear Me Knocking - 2023: für das Lied Under My Thumb - Belgien - 1995: für das Album Stripped - 1995: für das Album Voodoo Lounge - 1997: für das Album Bridges to Babylon - 2012: für das Album Grrr! - Brasilien - 1998: für das Album Jump Back: The Best of The Rolling Stones - 2003: für das Album Forty Licks - 2004: für das Videoalbum Four Flicks - 2024: für die Single (I Can’t Get No) Satisfaction - Dänemark - 2005: für das Album A Bigger Bang - 2017: für das Album Blue & Lonesome - 2021: für die Single Paint It Black - 2022: für die Single (I Can’t Get No) Satisfaction - 2024: für die Single Start Me Up - Deutschland - 19??: für die Single (I Can’t Get No) Satisfaction - 19??: für die Single Get Off of My Cloud - 19??: für das Album Sticky Fingers - 19??: für das Album Goats Head Soup - 1986: für das Album Dirty Work - 1991: für das Album Steel Wheels - 1991: für das Album Flashpoint - 1992: für das Videoalbum 25x5 – The Continuing Adventures of the Rolling Stones - 1995: für das Album Jump Back: The Best of The Rolling Stones - 1995: für das Album Stripped - 2007: für das Videoalbum The Biggest Bang - 2010: für das Videoalbum Ladies & Gentlemen: The Rolling Stones - 2018: für das Album Grrr! - 2018: für die Single Paint It Black - 2018: für die Single Sympathy for the Devil - Europa - 1991: für das Album Flashpoint - Finnland - 1990: für das Album Steel Wheels - 2003: für das Album Forty Licks - Frankreich (SNEP) - 1973: für die Single Angie - 1975: für das Album It’s Only Rock ’n’ Roll - 1976: für das Album Black and Blue - 1977: für das Album Goats Head Soup - 1978: für das Album Some Girls - 1980: für das Album Emotional Rescue - 1981: für das Album Tattoo You - 1986: für das Album Dirty Work - 1989: für das Album Les années Stones - 1990: für das Album Sticky Fingers - 2005: für das Album A Bigger Bang - 2018: für das Videoalbum From the Vault – Sticky Fingers: Live at the Fonda Theatre 2015 - 2019: für das Videoalbum Voodoo Lounge Uncut - 2021: für die Single Living in a Ghost Town - Frankreich (UPFI) - 2011: für das Videoalbum Stones in Exile - 2012: für das Videoalbum Some Girls – Live in Texas ’78 - Griechenland - 2003: für das Album Forty Licks - 2006: für das Album A Bigger Bang - Irland - 2012: für das Album Grrr! - Italien - 1994: für das Album Voodoo Lounge - 2013: für das Album Grrr! - 2014: für das Album Exile on Main St - 2016: für das Album Blue & Lonesome - 2018: für die Single Gimme Shelter - 2018: für die Single Angie - 2021: für das Album Sticky Fingers - 2024: für das Album Hackney Diamonds - Japan - 1989: für das Album Steel Wheels - 1991: für das Album Flashpoint - 1994: für das Album Voodoo Lounge - 1995: für das Album Stripped - 1997: für die Single Angie - 2005: für das Album A Bigger Bang - Kanada - 1986: für die Single Harlem Shuffle - 1990: für das Album Big Hits (High Tide and Green Grass) - 1990: für das Album Get Yer Ya-Ya’s Out! - 1990: für das Album Singles Collection: The London Years - 1990: für das Album Beggars Banquet - 1991: für das Album Flashpoint - 2017: für das Album Blue & Lonesome - 2017: für das Videoalbum From the Vault – Hampton Coliseum (Live in 1981) - 2017: für das Videoalbum From the Vault – L.A. Forum (Live in 1975) - 2017: für das Videoalbum Havana Moon - Mexiko - 1997: für das Album Bridges to Babylon - Neuseeland - 1981: für das Album Sucking in the Seventies - 1983: für das Album Rolled Gold: The Very Best of The Rolling Stones - 1990: für das Album Steel Wheels - 1991: für das Album Flashpoint - 1991: für das Album Rewind (1971–1984) - 1994: für das Album Voodoo Lounge - 2006: für das Album A Bigger Bang - 2010: für das Album Exile on Main St - 2011: für das Videoalbum Ladies & Gentlemen: The Rolling Stones - 2016: für das Album Blue & Lonesome - 2021: für das Album Sticky Fingers - 2024: für das Album Let It Bleed - 2025: für die Single Ruby Tuesday - Niederlande - 1980: für das Album Emotional Rescue - 1982: für das Album Tattoo You - 1986: für das Album Dirty Work - 1989: für das Album Steel Wheels - 1990: für das Album Rewind (1971–1984) - 1995: für das Album Stripped - 2005: für das Album A Bigger Bang - 2007: für das Album Live Licks - Norwegen - 1994: für das Album Voodoo Lounge - 1998: für das Album Bridges to Babylon - Österreich - 1991: für das Album Steel Wheels - 1991: für das Album Flashpoint - 1994: für das Album Voodoo Lounge - 1995: für das Album Stripped - 1996: für das Album Jump Back: The Best of The Rolling Stones - 1998: für das Album No Security - 2004: für das Album Live Licks - 2004: für das Videoalbum Four Flicks - 2005: für das Album A Bigger Bang - Polen - 1998: für das Album Bridges to Babylon - 2007: für das Album A Bigger Bang - 2008: für das Album Shine a Light - 2023: für das Album Hackney Diamonds - Portugal - 2004: für das Album Live Licks - 2005: für das Album A Bigger Bang - 2013: für das Videoalbum Stones at the Max - Schweden - 1973: für das Album Goats Head Soup - 1989: für das Album Steel Wheels - 1995: für das Album Voodoo Lounge - 1997: für das Album Bridges to Babylon - 2002: für das Album Forty Licks - 2005: für das Album A Bigger Bang - Schweiz - 1986: für das Album Dirty Work - 1989: für das Album Steel Wheels - 1991: für das Album Flashpoint - 1994: für das Album Voodoo Lounge - 2005: für das Album A Bigger Bang - 2007: für das Videoalbum The Biggest Bang - 2024: für das Album Hackney Diamonds - Spanien - 1980: für das Album Emotional Rescue - 1982: für das Album Tattoo You - 1983: für das Album Undercover - 1989: für das Album Steel Wheels - 1993: für das Album Jump Back: The Best of The Rolling Stones - 1994: für das Album Voodoo Lounge - 1995: für das Album Stripped - 2005: für das Album A Bigger Bang - 2013: für das Album Grrr! - 2017: für das Album Blue & Lonesome - 2024: für die Single Gimme Shelter - 2025: für das Album Hackney Diamonds - Uruguay - 2000: für das Album Jump Back: The Best of The Rolling Stones - Vereinigte Staaten - 1965: für die Single (I Can’t Get No) Satisfaction - 1966: für das Album December’s Children (And Everybody’s) - 1967: für das Album Between the Buttons - 1967: für das Album Flowers - 1967: für die Single Ruby Tuesday - 1967: für das Album Their Satanic Majesties Request - 1967: für das Album Got Live If You Want It! - 1969: für die Single Honky Tonk Woman - 1973: für das Album More Hot Rocks (Big Hits & Fazed Cookies) - 1977: für das Album Love You Live - 1978: für die Single Miss You - 1981: für das Album Sucking in the Seventies - 1989: für das Album The Rolling Stones - 1989: für das Album The Rolling Stones, Now! - 1989: für das Album 12×5 - 1989: für die Single Angie - 1991: für das Album Flashpoint - 1992: für das Videoalbum Gimme Shelter - 1996: für das Videoalbum The Rolling Stones: Voodoo Lounge Live - 1998: für das Videoalbum Stones at the Max - 2000: für das Album Rewind (1971–1984) - 2004: für das Album Live Licks - 2010: für das Videoalbum Stones in Exile - 2011: für das Videoalbum Ladies & Gentlemen: The Rolling Stones - 2012: für das Videoalbum Some Girls – Live in Texas ’78 - 2012: für das Album Grrr! - 2013: für das Videoalbum Checkerboard Lounge / Live Chicago 1981 - 2013: für das Videoalbum Sweet Summer Sun – Hyde Park Live - Vereinigtes Königreich - 1973: für das Album Goats Head Soup - 1974: für das Album It’s Only Rock ’n’ Roll - 1976: für das Album Black and Blue - 1976: für das Album Rolled Gold: The Very Best of The Rolling Stones - 1977: für das Album Love You Live - 1978: für das Album Some Girls - 1980: für das Album Emotional Rescue - 1981: für das Album Tattoo You - 1982: für das Album Still Life (American Concert 1981) - 1983: für das Album Undercover - 1983: für das Album Story of the Stones - 1986: für das Album Dirty Work - 1989: für das Album Steel Wheels - 1994: für das Album Voodoo Lounge - 1995: für das Album Stripped - 1997: für das Album Bridges to Babylon - 2005: für das Album A Bigger Bang - 2013: für das Album Beggars Banquet - 2013: für das Album Singles Collection: The London Years - 2013: für das Videoalbum The Rolling Stones Rock and Roll Circus - 2013: für das Videoalbum Bridges to Babylon Tour ’97–98 - 2013: für das Videoalbum The Stones in the Park - 2013: für das Videoalbum The Biggest Bang - 2013: für das Album Live Licks - 2013: für das Videoalbum Four Flicks - 2013: für das Videoalbum Gimme Shelter - 2017: für das Album Flashpoint - 2021: für das Album Through the Past, Darkly (Big Hits Vol. 2) - 2021: für das Album Honk - 2023: für das Album Hackney Diamonds - 2025: für die Single Jumpin’ Jack Flash - 2025: für die Single You Can’t Always Get What You Want | - Frankreich (SNEP) - 1990: für das Album Steel Wheels - 1991: für das Album Flashpoint - 1994: für das Album Voodoo Lounge - 2000: für das Album Stripped - 2004: für das Album Bridges to Babylon - Argentinien - 1995: für das Album Stripped - 1997: für das Album Bridges to Babylon - 1998: für das Album Flashpoint - 2002: für das Album Forty Licks (Emi) - 2004: für das Videoalbum The Rolling Stones Rock and Roll Circus - 2005: für das Album Forty Licks (Universal) - 2005: für das Album A Bigger Bang - 2005: für das Album A Bigger Bang (Special Edition) - Australien - 1980: für das Album Emotional Rescue - 1986: für das Album Dirty Work - 2005: für das Videoalbum Four Flicks - 2010: für das Album Exile on Main St - 2014: für das Videoalbum Sweet Summer Sun – Hyde Park Live - 2023: für das Album Let It Bleed - 2023: für die Single Brown Sugar - 2023: für die Single Jumpin’ Jack Flash - 2023: für die Single Wild Horses - 2023: für die Single You Can’t Always Get What You Want - 2023: für die Single Honky Tonk Women - 2023: für die Single Miss You - Belgien - 1995: für das Album Jump Back: The Best of The Rolling Stones - 2003: für das Album Forty Licks - 2017: für das Album Blue & Lonesome - Brasilien - 2007: für das Videoalbum The Biggest Bang - 2024: für die Single Living in a Ghost Town - Dänemark - 2003: für das Album Forty Licks - Deutschland - 1995: für das Album Voodoo Lounge - 1997: für das Album Bridges to Babylon - 2002: für das Album Forty Licks - 2005: für das Album A Bigger Bang - 2013: für das Videoalbum Sweet Summer Sun – Hyde Park Live - 2024: für das Album Hackney Diamonds - Europa - 1996: für das Album Stripped - 1996: für das Album Voodoo Lounge - 1998: für das Album Bridges to Babylon - 2002: für das Album Forty Licks - 2006: für das Album A Bigger Bang - Frankreich (SNEP) - 1999: für das Album Jump Back: The Best of The Rolling Stones - 2002: für das Album Forty Licks - 2023: für das Album Hackney Diamonds - Frankreich (UPFI) - 2011: für das Videoalbum Ladies & Gentlemen: The Rolling Stones - Italien - 2019: für die Single (I Can’t Get No) Satisfaction - 2019: für die Single Paint It Black - 2019: für die Single Sympathy for the Devil - 2021: für die Single Start Me Up - Japan - 1997: für das Album Bridges to Babylon - 2002: für das Album Forty Licks - Kanada - 1977: für das Album The Rolling Stones - 1978: für das Album Let It Bleed - 1982: für das Album Still Life (American Concert 1981) - 1986: für das Album Dirty Work - 1992: für das Videoalbum 25x5 – The Continuing Adventures of the Rolling Stones - 1997: für das Album Bridges to Babylon - 2005: für das Album A Bigger Bang - 2010: für das Videoalbum Stones in Exile - 2013: für das Videoalbum Crossfire Hurricane - 2013: für das Videoalbum Sweet Summer Sun – Hyde Park Live - 2017: für das Videoalbum Some Girls – Live in Texas ’78 - Mexiko - 1995: für das Album Voodoo Lounge - Neuseeland - 1981: für das Album Emotional Rescue - 1982: für das Album Tattoo You - 1984: für das Album Undercover - 1986: für das Album Dirty Work - 1993: für das Album Hot Rocks 1964–1971 - 2011: für das Album Some Girls - 2014: für das Album Grrr! - 2021: für die Single Angie - 2023: für die Single You Can’t Always Get What You Want - Niederlande - 1979: für das Album Some Girls - 1992: für das Album Flashpoint - 1995: für das Album Voodoo Lounge - 1995: für das Album Jump Back: The Best of The Rolling Stones - 1998: für das Album Bridges to Babylon - 2003: für das Album Forty Licks - 2024: für das Album Hackney Diamonds - Norwegen - 1996: für das Album Stripped - Österreich - 1997: für das Album Bridges to Babylon - 2002: für das Album Forty Licks - 2013: für das Album Grrr! - 2016: für das Album Blue & Lonesome - 2023: für das Album Hackney Diamonds - Polen - 2017: für das Album Blue & Lonesome - 2017: für das Album Jump Back: The Best of The Rolling Stones - Portugal - 2005: für das Videoalbum Four Flicks - Schweden - 2002: für das Album Jump Back: The Best of The Rolling Stones - Schweiz - 1997: für das Album Bridges to Babylon - 2000: für das Album Jump Back: The Best of The Rolling Stones - 2002: für das Album Forty Licks - Spanien - 1997: für das Album Bridges to Babylon - 2002: für das Album Forty Licks - 2024: für die Single (I Can’t Get No) Satisfaction - 2024: für die Single Start Me Up - 2024: für die Single Sympathy for the Devil - 2025: für die Single Angie - Vereinigte Staaten - 1976: für das Album Black and Blue - 1984: für das Album Undercover - 1986: für das Album Dirty Work - 1989: für das Album Get Yer Ya-Ya’s Out! - 1989: für das Album Beggars Banquet - 1989: für das Album Aftermath - 1989: für das Album Out of Our Heads - 1989: für das Album Through the Past, Darkly (Big Hits Vol. 2) - 1992: für das Album Singles Collection: The London Years - 1996: für das Album Stripped - 1997: für das Album Bridges to Babylon - 1997: für das Videoalbum The Rolling Stones Rock and Roll Circus - 2000: für das Album Still Life (American Concert 1981) - 2000: für das Album Exile on Main St - 2000: für das Album It’s Only Rock ’n’ Roll - 2000: für das Album Made in the Shade - 2005: für das Album A Bigger Bang - 2006: für das Album Jump Back: The Best of The Rolling Stones - Vereinigtes Königreich - 1999: für das Album Let It Bleed - 2013: für das Album Grrr! - 2013: für das Videoalbum Shine a Light - 2013: für das Album Exile on Main St - 2015: für das Videoalbum Sweet Summer Sun – Hyde Park Live - 2017: für das Album Blue & Lonesome - 2019: für das Album Sticky Fingers - 2020: für die Single Sympathy for the Devil - 2022: für die Single Start Me Up - 2023: für die Single (I Can’t Get No) Satisfaction - 2025: für die Single Brown Sugar (Digital) - 2025: für die Single Wild Horses | - Deutschland - 2017: für das Album Blue & Lonesome - Argentinien - 1994: für das Album Voodoo Lounge - Australien - 2013: für das Album Grrr! - 2014: für das Videoalbum Stones at the Max - 2023: für das Album Forty Licks - 2023: für die Single Angie - Deutschland - 2021: für das Videoalbum Havana Moon - Frankreich (SNEP) - 2004: für das Videoalbum Four Flicks - 2017: für das Album Blue & Lonesome - 2017: für das Videoalbum Havana Moon - Kanada - 1978: für das Album Hot Rocks 1964–1971 - 2011: für das Videoalbum Ladies & Gentlemen: The Rolling Stones - Neuseeland - 2023: für die Single Gimme Shelter - 2023: für die Single Beast of Burden - 2024: für die Single Wild Horses - 2024: für die Single Sympathy for the Devil - 2024: für die Single (I Can’t Get No) Satisfaction - Niederlande - 2017: für das Album Blue & Lonesome - Polen - 2013: für das Album Grrr! - Spanien - 2025: für die Single Paint It Black - Vereinigte Staaten - 1989: für das Album Big Hits (High Tide and Green Grass) - 1989: für das Album Let It Bleed - 1990: für das Videoalbum 25x5 – The Continuing Adventures of the Rolling Stones - 1990: für das Album Steel Wheels - 1994: für das Album Voodoo Lounge - 2000: für das Album Emotional Rescue - Vereinigtes Königreich - 1999: für das Album Hot Rocks 1964–1971 - 1999: für das Album Jump Back: The Best of The Rolling Stones - 2023: für die Single Paint It Black - 2024: für die Single Gimme Shelter (Digital) - Argentinien - 1993: für das Album Jump Back: The Best of The Rolling Stones - Australien - 2023: für das Album Hot Rocks 1964–1971 - 2023: für die Single (I Can’t Get No) Satisfaction - 2023: für die Single Start Me Up - 2023: für die Single Sympathy for the Devil - 2023: für die Single Beast of Burden - 2023: für die Single Gimme Shelter - Frankreich (UPFI) - 2013: für das Videoalbum Sweet Summer Sun – Hyde Park Live - Kanada - 1990: für das Album Steel Wheels - 1995: für das Album Voodoo Lounge - Neuseeland - 2006: für das Album Forty Licks - 2025: für die Single Start Me Up - Vereinigte Staaten - 2000: für das Album Goats Head Soup - 2000: für das Album Sticky Fingers - Australien - 2023: für das Album Jump Back: The Best of The Rolling Stones - Kanada - 1982: für das Album Tattoo You - Neuseeland - 1995: für das Album Jump Back: The Best of The Rolling Stones - 2025: für die Single Paint It Black - Vereinigte Staaten - 2000: für das Album Tattoo You - 2003: für das Album Forty Licks - Vereinigtes Königreich - 2024: für das Album Forty Licks - Australien - 2023: für die Single Paint It Black - Kanada - 2002: für das Album Forty Licks - Vereinigte Staaten - 2000: für das Album Some Girls - Vereinigte Staaten - 2007: für das Videoalbum The Biggest Bang - Vereinigte Staaten - 2002: für das Album Hot Rocks 1964–1971 - Vereinigte Staaten - 2004: für das Videoalbum Four Flicks - Kanada - 2004: für das Videoalbum Four Flicks |

## Auszeichnungen nach Alben

### 12×5
| Land/Region               | Auszeichnungen für Musikverkäufe (Land/Region, Auszeichnung, Verkäufe) | Verkäufe |
| ------------------------- | ---------------------------------------------------------------------- | -------- |
| Vereinigte Staaten (RIAA) | Gold                                                                   | 500.000  |
| Insgesamt                 | 1× Gold ·                                                              | 500.000  |

### A Bigger Bang
| Land/Region                  | Auszeichnungen für Musikverkäufe (Land/Region, Auszeichnung, Verkäufe) | Verkäufe  |
| ---------------------------- | ---------------------------------------------------------------------- | --------- |
| Argentinien (CAPIF)          | Platin · + Platin (Special Edition)                                    | 80.000    |
| Dänemark (IFPI)              | Gold                                                                   | (20.000)  |
| Deutschland (BVMI)           | Platin                                                                 | (200.000) |
| Europa (IFPI)                | Platin                                                                 | 1.000.000 |
| Finnland (IFPI)              | —                                                                      | (10.589)  |
| Frankreich (SNEP)            | Gold                                                                   | (100.000) |
| Griechenland (IFPI)          | Gold                                                                   | (10.000)  |
| Japan (RIAJ)                 | Gold                                                                   | 100.000   |
| Kanada (MC)                  | Platin                                                                 | 100.000   |
| Neuseeland (RMNZ)            | Gold                                                                   | 7.500     |
| Niederlande (NVPI)           | Gold                                                                   | (35.000)  |
| Österreich (IFPI)            | Gold                                                                   | (15.000)  |
| Polen (ZPAV)                 | Gold                                                                   | (10.000)  |
| Portugal (AFP)               | Gold                                                                   | (10.000)  |
| Schweden (IFPI)              | Gold                                                                   | (30.000)  |
| Schweiz (IFPI)               | Gold                                                                   | (20.000)  |
| Spanien (Promusicae)         | Gold                                                                   | (50.000)  |
| Vereinigte Staaten (RIAA)    | Platin                                                                 | 1.000.000 |
| Vereinigtes Königreich (BPI) | Gold                                                                   | (100.000) |
| Insgesamt                    | 13× Gold · 6× Platin ·                                                 | 2.297.500 |

### Aftermath
| Land/Region                  | Auszeichnungen für Musikverkäufe (Land/Region, Auszeichnung, Verkäufe) | Verkäufe  |
| ---------------------------- | ---------------------------------------------------------------------- | --------- |
| Vereinigte Staaten (RIAA)    | Platin                                                                 | 1.000.000 |
| Vereinigtes Königreich (BPI) | Silber                                                                 | 60.000    |
| Insgesamt                    | 1× Silber · 1× Platin ·                                                | 1.060.000 |

### Beggars Banquet
| Land/Region                  | Auszeichnungen für Musikverkäufe (Land/Region, Auszeichnung, Verkäufe) | Verkäufe  |
| ---------------------------- | ---------------------------------------------------------------------- | --------- |
| Australien (ARIA)            | Gold                                                                   | 35.000    |
| Kanada (MC)                  | Gold                                                                   | 50.000    |
| Vereinigte Staaten (RIAA)    | Platin                                                                 | 1.000.000 |
| Vereinigtes Königreich (BPI) | Gold                                                                   | 100.000   |
| Insgesamt                    | 3× Gold · 1× Platin ·                                                  | 1.185.000 |

### Between the Buttons
| Land/Region               | Auszeichnungen für Musikverkäufe (Land/Region, Auszeichnung, Verkäufe) | Verkäufe |
| ------------------------- | ---------------------------------------------------------------------- | -------- |
| Vereinigte Staaten (RIAA) | Gold                                                                   | 500.000  |
| Insgesamt                 | 1× Gold ·                                                              | 500.000  |

### Big Hits (High Tide and Green Grass)
| Land/Region                  | Auszeichnungen für Musikverkäufe (Land/Region, Auszeichnung, Verkäufe) | Verkäufe  |
| ---------------------------- | ---------------------------------------------------------------------- | --------- |
| Kanada (MC)                  | Gold                                                                   | 50.000    |
| Vereinigte Staaten (RIAA)    | 2× Platin                                                              | 2.000.000 |
| Vereinigtes Königreich (BPI) | Silber                                                                 | 60.000    |
| Insgesamt                    | 1× Silber · 1× Gold · 2× Platin ·                                      | 2.110.000 |

### Black and Blue
| Land/Region                  | Auszeichnungen für Musikverkäufe (Land/Region, Auszeichnung, Verkäufe) | Verkäufe  |
| ---------------------------- | ---------------------------------------------------------------------- | --------- |
| Frankreich (SNEP)            | Gold                                                                   | 100.000   |
| Vereinigte Staaten (RIAA)    | Platin                                                                 | 1.000.000 |
| Vereinigtes Königreich (BPI) | Gold                                                                   | 100.000   |
| Insgesamt                    | 2× Gold · 1× Platin ·                                                  | 1.200.000 |

### Blue & Lonesome
| Land/Region                  | Auszeichnungen für Musikverkäufe (Land/Region, Auszeichnung, Verkäufe) | Verkäufe  |
| ---------------------------- | ---------------------------------------------------------------------- | --------- |
| Australien (ARIA)            | Gold                                                                   | 35.000    |
| Belgien (BRMA)               | Platin                                                                 | 30.000    |
| Dänemark (IFPI)              | Gold                                                                   | 10.000    |
| Deutschland (BVMI)           | 3× Gold                                                                | 300.000   |
| Frankreich (SNEP)            | 2× Platin                                                              | 200.000   |
| Italien (FIMI)               | Gold                                                                   | 25.000    |
| Kanada (MC)                  | Gold                                                                   | 40.000    |
| Neuseeland (RMNZ)            | Gold                                                                   | 7.500     |
| Niederlande (NVPI)           | 2× Platin                                                              | 80.000    |
| Österreich (IFPI)            | Platin                                                                 | 15.000    |
| Polen (ZPAV)                 | Platin                                                                 | 20.000    |
| Spanien (Promusicae)         | Gold                                                                   | 30.000    |
| Vereinigtes Königreich (BPI) | Platin                                                                 | 300.000   |
| Insgesamt                    | 7× Gold · 9× Platin ·                                                  | 1.082.500 |

### Bridges to Babylon
| Land/Region                  | Auszeichnungen für Musikverkäufe (Land/Region, Auszeichnung, Verkäufe) | Verkäufe    |
| ---------------------------- | ---------------------------------------------------------------------- | ----------- |
| Argentinien (CAPIF)          | Platin                                                                 | 60.000      |
| Belgien (BRMA)               | Gold                                                                   | 25.000      |
| Deutschland (BVMI)           | Platin                                                                 | 500.000     |
| Europa (IFPI)                | Platin                                                                 | (1.000.000) |
| Frankreich (SNEP)            | 2× Gold                                                                | 200.000     |
| Japan (RIAJ)                 | Platin                                                                 | 200.000     |
| Kanada (MC)                  | Platin                                                                 | 100.000     |
| Mexiko (AMPROFON)            | Gold                                                                   | 50.000      |
| Niederlande (NVPI)           | Platin                                                                 | 100.000     |
| Norwegen (IFPI)              | Gold                                                                   | 25.000      |
| Österreich (IFPI)            | Platin                                                                 | 50.000      |
| Polen (ZPAV)                 | Gold                                                                   | 50.000      |
| Schweden (IFPI)              | Gold                                                                   | 40.000      |
| Schweiz (IFPI)               | Platin                                                                 | 50.000      |
| Spanien (Promusicae)         | Platin                                                                 | 100.000     |
| Vereinigte Staaten (RIAA)    | Platin                                                                 | 1.000.000   |
| Vereinigtes Königreich (BPI) | Gold                                                                   | 100.000     |
| Insgesamt                    | 8× Gold · 10× Platin ·                                                 | 2.650.000   |

### December’s Children (And Everybody’s)
| Land/Region               | Auszeichnungen für Musikverkäufe (Land/Region, Auszeichnung, Verkäufe) | Verkäufe |
| ------------------------- | ---------------------------------------------------------------------- | -------- |
| Vereinigte Staaten (RIAA) | Gold                                                                   | 500.000  |
| Insgesamt                 | 1× Gold ·                                                              | 500.000  |

### Dirty Work
| Land/Region                  | Auszeichnungen für Musikverkäufe (Land/Region, Auszeichnung, Verkäufe) | Verkäufe  |
| ---------------------------- | ---------------------------------------------------------------------- | --------- |
| Australien (ARIA)            | Platin                                                                 | 70.000    |
| Deutschland (BVMI)           | Gold                                                                   | 250.000   |
| Frankreich (SNEP)            | Gold                                                                   | 100.000   |
| Kanada (MC)                  | Platin                                                                 | 100.000   |
| Neuseeland (RMNZ)            | Platin                                                                 | 20.000    |
| Niederlande (NVPI)           | Gold                                                                   | 50.000    |
| Schweiz (IFPI)               | Gold                                                                   | 25.000    |
| Vereinigte Staaten (RIAA)    | Platin                                                                 | 1.000.000 |
| Vereinigtes Königreich (BPI) | Gold                                                                   | 100.000   |
| Insgesamt                    | 5× Gold · 4× Platin ·                                                  | 1.715.000 |

### Emotional Rescue
| Land/Region                  | Auszeichnungen für Musikverkäufe (Land/Region, Auszeichnung, Verkäufe) | Verkäufe  |
| ---------------------------- | ---------------------------------------------------------------------- | --------- |
| Australien (ARIA)            | Platin                                                                 | 50.000    |
| Frankreich (SNEP)            | Gold                                                                   | 100.000   |
| Neuseeland (RMNZ)            | Platin                                                                 | 20.000    |
| Niederlande (NVPI)           | Gold                                                                   | 50.000    |
| Spanien (Promusicae)         | Gold                                                                   | 50.000    |
| Vereinigte Staaten (RIAA)    | 2× Platin                                                              | 2.000.000 |
| Vereinigtes Königreich (BPI) | Gold                                                                   | 100.000   |
| Insgesamt                    | 4× Gold · 4× Platin ·                                                  | 2.370.000 |

### Exile on Main St
| Land/Region                  | Auszeichnungen für Musikverkäufe (Land/Region, Auszeichnung, Verkäufe) | Verkäufe  |
| ---------------------------- | ---------------------------------------------------------------------- | --------- |
| Australien (ARIA)            | Platin                                                                 | 70.000    |
| Italien (FIMI)               | Gold                                                                   | 25.000    |
| Neuseeland (RMNZ)            | Gold                                                                   | 7.500     |
| Vereinigte Staaten (RIAA)    | Platin                                                                 | 1.000.000 |
| Vereinigtes Königreich (BPI) | Platin                                                                 | 300.000   |
| Insgesamt                    | 2× Gold · 3× Platin ·                                                  | 1.402.500 |

### Five by Five
| Land/Region                  | Auszeichnungen für Musikverkäufe (Land/Region, Auszeichnung, Verkäufe) | Verkäufe |
| ---------------------------- | ---------------------------------------------------------------------- | -------- |
| Vereinigtes Königreich (BPI) | —                                                                      | 250.000  |
| Insgesamt                    | —                                                                      | 250.000  |

### Flashpoint
| Land/Region                  | Auszeichnungen für Musikverkäufe (Land/Region, Auszeichnung, Verkäufe) | Verkäufe  |
| ---------------------------- | ---------------------------------------------------------------------- | --------- |
| Argentinien (CAPIF)          | Platin                                                                 | 60.000    |
| Deutschland (BVMI)           | Gold                                                                   | 250.000   |
| Europa (IFPI)                | Gold                                                                   | (500.000) |
| Frankreich (SNEP)            | 2× Gold                                                                | 200.000   |
| Japan (RIAJ)                 | Gold                                                                   | 100.000   |
| Kanada (MC)                  | Gold                                                                   | 50.000    |
| Neuseeland (RMNZ)            | Gold                                                                   | 7.500     |
| Niederlande (NVPI)           | Platin                                                                 | 100.000   |
| Österreich (IFPI)            | Gold                                                                   | 25.000    |
| Schweiz (IFPI)               | Gold                                                                   | 25.000    |
| Vereinigte Staaten (RIAA)    | Gold                                                                   | 500.000   |
| Vereinigtes Königreich (BPI) | Gold                                                                   | 100.000   |
| Insgesamt                    | 11× Gold · 2× Platin ·                                                 | 1.417.500 |

### Flowers
| Land/Region               | Auszeichnungen für Musikverkäufe (Land/Region, Auszeichnung, Verkäufe) | Verkäufe |
| ------------------------- | ---------------------------------------------------------------------- | -------- |
| Vereinigte Staaten (RIAA) | Gold                                                                   | 500.000  |
| Insgesamt                 | 1× Gold ·                                                              | 500.000  |

### Forty Licks
| Land/Region                  | Auszeichnungen für Musikverkäufe (Land/Region, Auszeichnung, Verkäufe) | Verkäufe    |
| ---------------------------- | ---------------------------------------------------------------------- | ----------- |
| Argentinien (CAPIF)          | Platin (EMI) · + Platin (Universal)                                    | 80.000      |
| Australien (ARIA)            | 2× Platin                                                              | 140.000     |
| Belgien (BRMA)               | Platin                                                                 | 50.000      |
| Brasilien (PMB)              | Gold                                                                   | 50.000      |
| Dänemark (IFPI)              | Platin                                                                 | 40.000      |
| Deutschland (BVMI)           | Platin                                                                 | 300.000     |
| Europa (IFPI)                | Platin                                                                 | (1.000.000) |
| Finnland (IFPI)              | Gold                                                                   | 17.382      |
| Frankreich (SNEP)            | Platin                                                                 | 300.000     |
| Griechenland (IFPI)          | Gold                                                                   | 15.000      |
| Japan (RIAJ)                 | Platin                                                                 | 200.000     |
| Kanada (MC)                  | 5× Platin                                                              | 500.000     |
| Neuseeland (RMNZ)            | 3× Platin                                                              | 45.000      |
| Niederlande (NVPI)           | Platin                                                                 | 80.000      |
| Norwegen (IFPI)              | —                                                                      | 50.000      |
| Österreich (IFPI)            | Platin                                                                 | 40.000      |
| Schweden (IFPI)              | Gold                                                                   | 30.000      |
| Schweiz (IFPI)               | Platin                                                                 | 40.000      |
| Spanien (Promusicae)         | Platin                                                                 | 100.000     |
| Vereinigte Staaten (RIAA)    | 4× Platin                                                              | 4.000.000   |
| Vereinigtes Königreich (BPI) | 4× Platin                                                              | 1.200.000   |
| Insgesamt                    | 4× Gold · 30× Platin ·                                                 | 7.277.382   |

### Get Yer Ya-Ya’s Out!
| Land/Region                  | Auszeichnungen für Musikverkäufe (Land/Region, Auszeichnung, Verkäufe) | Verkäufe  |
| ---------------------------- | ---------------------------------------------------------------------- | --------- |
| Kanada (MC)                  | Gold                                                                   | 50.000    |
| Vereinigte Staaten (RIAA)    | Platin                                                                 | 1.000.000 |
| Vereinigtes Königreich (BPI) | Silber                                                                 | 60.000    |
| Insgesamt                    | 1× Silber · 3× Gold · 1× Platin ·                                      | 1.110.000 |

### Goats Head Soup
| Land/Region                  | Auszeichnungen für Musikverkäufe (Land/Region, Auszeichnung, Verkäufe) | Verkäufe  |
| ---------------------------- | ---------------------------------------------------------------------- | --------- |
| Deutschland (BVMI)           | Gold                                                                   | 250.000   |
| Frankreich (SNEP)            | Gold                                                                   | 100.000   |
| Schweden (IFPI)              | Gold                                                                   | 25.000    |
| Vereinigte Staaten (RIAA)    | 3× Platin                                                              | 3.000.000 |
| Vereinigtes Königreich (BPI) | Gold                                                                   | 100.000   |
| Insgesamt                    | 4× Gold · 3× Platin ·                                                  | 3.475.000 |

### Got Live If You Want It!
| Land/Region               | Auszeichnungen für Musikverkäufe (Land/Region, Auszeichnung, Verkäufe) | Verkäufe |
| ------------------------- | ---------------------------------------------------------------------- | -------- |
| Vereinigte Staaten (RIAA) | Gold                                                                   | 500.000  |
| Insgesamt                 | 1× Gold ·                                                              | 500.000  |

### Grrr!
| Land/Region                  | Auszeichnungen für Musikverkäufe (Land/Region, Auszeichnung, Verkäufe) | Verkäufe  |
| ---------------------------- | ---------------------------------------------------------------------- | --------- |
| Australien (ARIA)            | 2× Platin                                                              | 140.000   |
| Belgien (BRMA)               | Gold                                                                   | 15.000    |
| Deutschland (BVMI)           | Gold                                                                   | 100.000   |
| Irland (IRMA)                | Gold                                                                   | 7.500     |
| Italien (FIMI)               | Gold                                                                   | 30.000    |
| Neuseeland (RMNZ)            | Platin                                                                 | 15.000    |
| Österreich (IFPI)            | Platin                                                                 | 20.000    |
| Polen (ZPAV)                 | 2× Platin                                                              | 40.000    |
| Spanien (Promusicae)         | Gold                                                                   | 20.000    |
| Vereinigte Staaten (RIAA)    | Gold                                                                   | 500.000   |
| Vereinigtes Königreich (BPI) | Platin                                                                 | 300.000   |
| Insgesamt                    | 6× Gold · 7× Platin ·                                                  | 1.187.500 |

### Hackney Diamonds
| Land/Region                  | Auszeichnungen für Musikverkäufe (Land/Region, Auszeichnung, Verkäufe) | Verkäufe |
| ---------------------------- | ---------------------------------------------------------------------- | -------- |
| Deutschland (BVMI)           | Platin                                                                 | 150.000  |
| Frankreich (SNEP)            | Platin                                                                 | 100.000  |
| Italien (FIMI)               | Gold                                                                   | 25.000   |
| Niederlande (NVPI)           | Platin                                                                 | 30.000   |
| Österreich (IFPI)            | Platin                                                                 | 15.000   |
| Polen (ZPAV)                 | Gold                                                                   | 10.000   |
| Schweiz (IFPI)               | Gold                                                                   | 10.000   |
| Spanien (Promusicae)         | Gold                                                                   | 20.000   |
| Vereinigtes Königreich (BPI) | Gold                                                                   | 100.000  |
| Insgesamt                    | 5× Gold · 4× Platin ·                                                  | 460.000  |

### Honk
| Land/Region                  | Auszeichnungen für Musikverkäufe (Land/Region, Auszeichnung, Verkäufe) | Verkäufe |
| ---------------------------- | ---------------------------------------------------------------------- | -------- |
| Vereinigtes Königreich (BPI) | Gold                                                                   | 100.000  |
| Insgesamt                    | 1× Gold ·                                                              | 100.000  |

### Hot Rocks 1964–1971/Les années Stones
| Land/Region                  | Auszeichnungen für Musikverkäufe (Land/Region, Auszeichnung, Verkäufe) | Verkäufe   |
| ---------------------------- | ---------------------------------------------------------------------- | ---------- |
| Australien (ARIA)            | 3× Platin                                                              | 210.000    |
| Frankreich (SNEP)            | Gold                                                                   | 100.000    |
| Kanada (MC)                  | 2× Platin                                                              | 200.000    |
| Neuseeland (RMNZ)            | Platin                                                                 | 15.000     |
| Vereinigte Staaten (RIAA)    | 12× Platin                                                             | 12.000.000 |
| Vereinigtes Königreich (BPI) | 2× Platin                                                              | 600.000    |
| Insgesamt                    | 1× Gold · 10× Platin · 1× Diamant ·                                    | 13.125.000 |

### It’s Only Rock ’n’ Roll
| Land/Region                  | Auszeichnungen für Musikverkäufe (Land/Region, Auszeichnung, Verkäufe) | Verkäufe  |
| ---------------------------- | ---------------------------------------------------------------------- | --------- |
| Frankreich (SNEP)            | Gold                                                                   | 100.000   |
| Vereinigte Staaten (RIAA)    | Gold                                                                   | 100.000   |
| Vereinigtes Königreich (BPI) | Platin                                                                 | 1.000.000 |
| Insgesamt                    | 2× Gold · 1× Platin ·                                                  | 1.200.000 |

### Jump Back: The Best of The Rolling Stones
| Land/Region                  | Auszeichnungen für Musikverkäufe (Land/Region, Auszeichnung, Verkäufe) | Verkäufe  |
| ---------------------------- | ---------------------------------------------------------------------- | --------- |
| Argentinien (CAPIF)          | 3× Platin                                                              | 180.000   |
| Australien (ARIA)            | 4× Platin                                                              | 280.000   |
| Belgien (BRMA)               | Platin                                                                 | 50.000    |
| Brasilien (PMB)              | Gold                                                                   | 100.000   |
| Deutschland (BVMI)           | Gold                                                                   | 250.000   |
| Frankreich (SNEP)            | Platin                                                                 | 300.000   |
| Neuseeland (RMNZ)            | 4× Platin                                                              | 60.000    |
| Niederlande (NVPI)           | Platin                                                                 | 100.000   |
| Österreich (IFPI)            | Gold                                                                   | 25.000    |
| Polen (ZPAV)                 | Platin                                                                 | 100.000   |
| Schweden (IFPI)              | Platin                                                                 | 60.000    |
| Schweiz (IFPI)               | Platin                                                                 | 50.000    |
| Spanien (Promusicae)         | Gold                                                                   | 50.000    |
| Uruguay (CUD)                | Gold                                                                   | 3.000     |
| Vereinigte Staaten (RIAA)    | Platin                                                                 | 1.000.000 |
| Vereinigtes Königreich (BPI) | 2× Platin                                                              | 600.000   |
| Insgesamt                    | 5× Gold · 20× Platin ·                                                 | 3.208.000 |

### Let It Bleed
| Land/Region                  | Auszeichnungen für Musikverkäufe (Land/Region, Auszeichnung, Verkäufe) | Verkäufe  |
| ---------------------------- | ---------------------------------------------------------------------- | --------- |
| Australien (ARIA)            | Platin                                                                 | 70.000    |
| Kanada (MC)                  | Platin                                                                 | 100.000   |
| Neuseeland (RMNZ)            | Gold                                                                   | 7.500     |
| Vereinigte Staaten (RIAA)    | 2× Platin                                                              | 2.000.000 |
| Vereinigtes Königreich (BPI) | Platin                                                                 | 300.000   |
| Insgesamt                    | 1× Gold · 5× Platin ·                                                  | 2.477.500 |

### Live Licks
| Land/Region                  | Auszeichnungen für Musikverkäufe (Land/Region, Auszeichnung, Verkäufe) | Verkäufe |
| ---------------------------- | ---------------------------------------------------------------------- | -------- |
| Argentinien (CAPIF)          | Gold                                                                   | 20.000   |
| Niederlande (NVPI)           | Gold                                                                   | 35.000   |
| Österreich (IFPI)            | Gold                                                                   | 15.000   |
| Portugal (AFP)               | Gold                                                                   | 20.000   |
| Vereinigte Staaten (RIAA)    | Gold                                                                   | 500.000  |
| Vereinigtes Königreich (BPI) | Gold                                                                   | 100.000  |
| Insgesamt                    | 6× Gold ·                                                              | 690.000  |

### Love You Live
| Land/Region                  | Auszeichnungen für Musikverkäufe (Land/Region, Auszeichnung, Verkäufe) | Verkäufe |
| ---------------------------- | ---------------------------------------------------------------------- | -------- |
| Vereinigte Staaten (RIAA)    | Gold                                                                   | 500.000  |
| Vereinigtes Königreich (BPI) | Gold                                                                   | 100.000  |
| Insgesamt                    | 2× Gold ·                                                              | 600.000  |

### Made in the Shade
| Land/Region               | Auszeichnungen für Musikverkäufe (Land/Region, Auszeichnung, Verkäufe) | Verkäufe  |
| ------------------------- | ---------------------------------------------------------------------- | --------- |
| Vereinigte Staaten (RIAA) | Platin                                                                 | 1.000.000 |
| Insgesamt                 | 1× Platin ·                                                            | 1.000.000 |

### More Hot Rocks (Big Hits & Fazed Cookies)
| Land/Region               | Auszeichnungen für Musikverkäufe (Land/Region, Auszeichnung, Verkäufe) | Verkäufe  |
| ------------------------- | ---------------------------------------------------------------------- | --------- |
| Vereinigte Staaten (RIAA) | Gold                                                                   | 1.000.000 |
| Insgesamt                 | 1× Gold ·                                                              | 1.000.000 |

### No Security
| Land/Region         | Auszeichnungen für Musikverkäufe (Land/Region, Auszeichnung, Verkäufe) | Verkäufe |
| ------------------- | ---------------------------------------------------------------------- | -------- |
| Argentinien (CAPIF) | Gold                                                                   | 30.000   |
| Österreich (IFPI)   | Gold                                                                   | 25.000   |
| Insgesamt           | 2× Gold ·                                                              | 55.000   |

### Out of Our Heads
| Land/Region               | Auszeichnungen für Musikverkäufe (Land/Region, Auszeichnung, Verkäufe) | Verkäufe  |
| ------------------------- | ---------------------------------------------------------------------- | --------- |
| Vereinigte Staaten (RIAA) | Platin                                                                 | 1.000.000 |
| Insgesamt                 | 1× Platin ·                                                            | 1.000.000 |

### Rewind (1971–1984)
| Land/Region               | Auszeichnungen für Musikverkäufe (Land/Region, Auszeichnung, Verkäufe) | Verkäufe |
| ------------------------- | ---------------------------------------------------------------------- | -------- |
| Neuseeland (RMNZ)         | Gold                                                                   | 10.000   |
| Niederlande (NVPI)        | Gold                                                                   | 50.000   |
| Vereinigte Staaten (RIAA) | Gold                                                                   | 500.000  |
| Insgesamt                 | 3× Gold ·                                                              | 560.000  |

### Rolled Gold: The Very Best of The Rolling Stones
| Land/Region                  | Auszeichnungen für Musikverkäufe (Land/Region, Auszeichnung, Verkäufe) | Verkäufe |
| ---------------------------- | ---------------------------------------------------------------------- | -------- |
| Neuseeland (RMNZ)            | Gold                                                                   | 10.000   |
| Vereinigtes Königreich (BPI) | Gold                                                                   | 100.000  |
| Insgesamt                    | 2× Gold ·                                                              | 110.000  |

### Shine a Light
| Land/Region                  | Auszeichnungen für Musikverkäufe (Land/Region, Auszeichnung, Verkäufe) | Verkäufe |
| ---------------------------- | ---------------------------------------------------------------------- | -------- |
| Polen (ZPAV)                 | Gold                                                                   | 10.000   |
| Vereinigtes Königreich (BPI) | Silber                                                                 | 60.000   |
| Insgesamt                    | 1× Silber · 1× Gold ·                                                  | 70.000   |

### Singles Collection: The London Years
| Land/Region                  | Auszeichnungen für Musikverkäufe (Land/Region, Auszeichnung, Verkäufe) | Verkäufe  |
| ---------------------------- | ---------------------------------------------------------------------- | --------- |
| Australien (ARIA)            | Gold                                                                   | 35.000    |
| Kanada (MC)                  | Gold                                                                   | 50.000    |
| Vereinigte Staaten (RIAA)    | Platin                                                                 | 1.000.000 |
| Vereinigtes Königreich (BPI) | Gold                                                                   | 100.000   |
| Insgesamt                    | 3× Gold · 1× Platin ·                                                  | 1.185.000 |

### Some Girls
| Land/Region                  | Auszeichnungen für Musikverkäufe (Land/Region, Auszeichnung, Verkäufe) | Verkäufe  |
| ---------------------------- | ---------------------------------------------------------------------- | --------- |
| Frankreich (SNEP)            | Gold                                                                   | 100.000   |
| Neuseeland (RMNZ)            | Platin                                                                 | 20.000    |
| Niederlande (NVPI)           | Platin                                                                 | 100.000   |
| Vereinigte Staaten (RIAA)    | 6× Platin                                                              | 6.000.000 |
| Vereinigtes Königreich (BPI) | Gold                                                                   | 100.000   |
| Insgesamt                    | 2× Gold · 8× Platin ·                                                  | 6.320.000 |

### Steel Wheels
| Land/Region                  | Auszeichnungen für Musikverkäufe (Land/Region, Auszeichnung, Verkäufe) | Verkäufe  |
| ---------------------------- | ---------------------------------------------------------------------- | --------- |
| Australien (ARIA)            | Gold                                                                   | 35.000    |
| Deutschland (BVMI)           | Gold                                                                   | 250.000   |
| Finnland (IFPI)              | Gold                                                                   | 25.227    |
| Frankreich (SNEP)            | 2× Gold                                                                | 200.000   |
| Japan (RIAJ)                 | Gold                                                                   | 167.000   |
| Kanada (MC)                  | 3× Platin                                                              | 300.000   |
| Neuseeland (RMNZ)            | Gold                                                                   | 10.000    |
| Niederlande (NVPI)           | Gold                                                                   | 50.000    |
| Österreich (IFPI)            | Gold                                                                   | 25.000    |
| Schweden (IFPI)              | Gold                                                                   | 50.000    |
| Schweiz (IFPI)               | Gold                                                                   | 25.000    |
| Spanien (Promusicae)         | Gold                                                                   | 50.000    |
| Vereinigte Staaten (RIAA)    | 2× Platin                                                              | 2.000.000 |
| Vereinigtes Königreich (BPI) | Gold                                                                   | 100.000   |
| Insgesamt                    | 13× Gold · 5× Platin ·                                                 | 3.287.227 |

### Sticky Fingers
| Land/Region                  | Auszeichnungen für Musikverkäufe (Land/Region, Auszeichnung, Verkäufe) | Verkäufe  |
| ---------------------------- | ---------------------------------------------------------------------- | --------- |
| Argentinien (CAPIF)          | Gold                                                                   | 30.000    |
| Australien (ARIA)            | Gold                                                                   | 35.000    |
| Deutschland (BVMI)           | Gold                                                                   | 250.000   |
| Frankreich (SNEP)            | Gold                                                                   | 100.000   |
| Italien (FIMI)               | Gold                                                                   | 25.000    |
| Neuseeland (RMNZ)            | Gold                                                                   | 7.500     |
| Norwegen (IFPI)              | Silber                                                                 | 20.000    |
| Vereinigte Staaten (RIAA)    | 3× Platin                                                              | 3.000.000 |
| Vereinigtes Königreich (BPI) | Platin                                                                 | 300.000   |
| Insgesamt                    | 1× Silber · 6× Gold · 4× Platin ·                                      | 3.767.500 |

### Still Life (American Concert 1981)
| Land/Region                  | Auszeichnungen für Musikverkäufe (Land/Region, Auszeichnung, Verkäufe) | Verkäufe  |
| ---------------------------- | ---------------------------------------------------------------------- | --------- |
| Australien (ARIA)            | Gold                                                                   | 20.000    |
| Kanada (MC)                  | Platin                                                                 | 100.000   |
| Vereinigte Staaten (RIAA)    | Platin                                                                 | 1.000.000 |
| Vereinigtes Königreich (BPI) | Gold                                                                   | 100.000   |
| Insgesamt                    | 2× Gold · 2× Platin ·                                                  | 1.220.000 |

### Story of the Stones
| Land/Region                  | Auszeichnungen für Musikverkäufe (Land/Region, Auszeichnung, Verkäufe) | Verkäufe |
| ---------------------------- | ---------------------------------------------------------------------- | -------- |
| Vereinigtes Königreich (BPI) | Gold                                                                   | 100.000  |
| Insgesamt                    | 1× Gold ·                                                              | 100.000  |

### Stripped
| Land/Region                  | Auszeichnungen für Musikverkäufe (Land/Region, Auszeichnung, Verkäufe) | Verkäufe  |
| ---------------------------- | ---------------------------------------------------------------------- | --------- |
| Argentinien (CAPIF)          | Platin                                                                 | 60.000    |
| Australien (ARIA)            | Gold                                                                   | 35.000    |
| Belgien (BRMA)               | Gold                                                                   | (25.000)  |
| Deutschland (BVMI)           | Gold                                                                   | (250.000) |
| Europa (IFPI)                | Platin                                                                 | 1.000.000 |
| Frankreich (SNEP)            | 2× Gold                                                                | (200.000) |
| Japan (RIAJ)                 | Gold                                                                   | 129.600   |
| Niederlande (NVPI)           | Gold                                                                   | (50.000)  |
| Norwegen (IFPI)              | Platin                                                                 | (50.000)  |
| Österreich (IFPI)            | Gold                                                                   | (25.000)  |
| Spanien (Promusicae)         | Gold                                                                   | (50.000)  |
| Vereinigte Staaten (RIAA)    | Platin                                                                 | 1.000.000 |
| Vereinigtes Königreich (BPI) | Gold                                                                   | (100.000) |
| Insgesamt                    | 10× Gold · 4× Platin ·                                                 | 2.224.600 |

### Sucking in the Seventies
| Land/Region               | Auszeichnungen für Musikverkäufe (Land/Region, Auszeichnung, Verkäufe) | Verkäufe |
| ------------------------- | ---------------------------------------------------------------------- | -------- |
| Neuseeland (RMNZ)         | Gold                                                                   | 10.000   |
| Vereinigte Staaten (RIAA) | Gold                                                                   | 500.000  |
| Insgesamt                 | 2× Gold ·                                                              | 510.000  |

### Sweet Summer Sun – Hyde Park Live
| Land/Region                  | Auszeichnungen für Musikverkäufe (Land/Region, Auszeichnung, Verkäufe) | Verkäufe |
| ---------------------------- | ---------------------------------------------------------------------- | -------- |
| Vereinigtes Königreich (BPI) | Silber                                                                 | 60.000   |
| Insgesamt                    | 1× Silber ·                                                            | 60.000   |

### Tattoo You
| Land/Region                  | Auszeichnungen für Musikverkäufe (Land/Region, Auszeichnung, Verkäufe) | Verkäufe  |
| ---------------------------- | ---------------------------------------------------------------------- | --------- |
| Argentinien (CAPIF)          | Gold                                                                   | 30.000    |
| Frankreich (SNEP)            | Gold                                                                   | 100.000   |
| Kanada (MC)                  | 4× Platin                                                              | 400.000   |
| Neuseeland (RMNZ)            | Platin                                                                 | 20.000    |
| Niederlande (NVPI)           | Gold                                                                   | 50.000    |
| Spanien (Promusicae)         | Gold                                                                   | 50.000    |
| Vereinigte Staaten (RIAA)    | 4× Platin                                                              | 4.000.000 |
| Vereinigtes Königreich (BPI) | Gold                                                                   | 100.000   |
| Insgesamt                    | 5× Gold · 9× Platin ·                                                  | 4.750.000 |

### The Rolling Stones (England’s Newest Hit Makers)
| Land/Region                  | Auszeichnungen für Musikverkäufe (Land/Region, Auszeichnung, Verkäufe) | Verkäufe |
| ---------------------------- | ---------------------------------------------------------------------- | -------- |
| Kanada (MC)                  | Platin                                                                 | 100.000  |
| Vereinigte Staaten (RIAA)    | Gold                                                                   | 500.000  |
| Vereinigtes Königreich (BPI) | —                                                                      | 200.000  |
| Insgesamt                    | 1× Gold · 1× Platin ·                                                  | 800.000  |

### The Rolling Stones No. 2/The Rolling Stones, Now!
| Land/Region                  | Auszeichnungen für Musikverkäufe (Land/Region, Auszeichnung, Verkäufe) | Verkäufe |
| ---------------------------- | ---------------------------------------------------------------------- | -------- |
| Vereinigte Staaten (RIAA)    | Gold                                                                   | 500.000  |
| Vereinigtes Königreich (BPI) | —                                                                      | 400.000  |
| Insgesamt                    | 1× Gold ·                                                              | 900.000  |

### Their Satanic Majesties Request
| Land/Region                  | Auszeichnungen für Musikverkäufe (Land/Region, Auszeichnung, Verkäufe) | Verkäufe |
| ---------------------------- | ---------------------------------------------------------------------- | -------- |
| Vereinigte Staaten (RIAA)    | Gold                                                                   | 500.000  |
| Vereinigtes Königreich (BPI) | Silber                                                                 | 60.000   |
| Insgesamt                    | 1× Silber · 1× Gold ·                                                  | 560.000  |

### Through the Past, Darkly (Big Hits Vol. 2)
| Land/Region                  | Auszeichnungen für Musikverkäufe (Land/Region, Auszeichnung, Verkäufe) | Verkäufe  |
| ---------------------------- | ---------------------------------------------------------------------- | --------- |
| Vereinigte Staaten (RIAA)    | Platin                                                                 | 1.000.000 |
| Vereinigtes Königreich (BPI) | Gold                                                                   | 100.000   |
| Insgesamt                    | 1× Gold · 1× Platin ·                                                  | 1.100.000 |

### Undercover
| Land/Region                  | Auszeichnungen für Musikverkäufe (Land/Region, Auszeichnung, Verkäufe) | Verkäufe  |
| ---------------------------- | ---------------------------------------------------------------------- | --------- |
| Neuseeland (RMNZ)            | Platin                                                                 | 20.000    |
| Spanien (Promusicae)         | Gold                                                                   | 50.000    |
| Vereinigte Staaten (RIAA)    | Platin                                                                 | 1.000.000 |
| Vereinigtes Königreich (BPI) | Gold                                                                   | 100.000   |
| Insgesamt                    | 2× Gold · 2× Platin ·                                                  | 1.170.000 |

### Voodoo Lounge
| Land/Region                  | Auszeichnungen für Musikverkäufe (Land/Region, Auszeichnung, Verkäufe) | Verkäufe    |
| ---------------------------- | ---------------------------------------------------------------------- | ----------- |
| Argentinien (CAPIF)          | 2× Platin                                                              | 120.000     |
| Australien (ARIA)            | Gold                                                                   | 35.000      |
| Belgien (BRMA)               | Gold                                                                   | 25.000      |
| Deutschland (BVMI)           | Platin                                                                 | 500.000     |
| Europa (IFPI)                | Platin                                                                 | (1.000.000) |
| Frankreich (SNEP)            | 2× Gold                                                                | 200.000     |
| Irland (IRMA)                | Silber                                                                 | 5.000       |
| Italien (FIMI)               | Gold                                                                   | 50.000      |
| Japan (RIAJ)                 | Gold                                                                   | 172.410     |
| Kanada (MC)                  | 3× Platin                                                              | 300.000     |
| Mexiko (AMPROFON)            | Platin                                                                 | 50.000      |
| Neuseeland (RMNZ)            | Gold                                                                   | 7.500       |
| Niederlande (NVPI)           | Platin                                                                 | 100.000     |
| Norwegen (IFPI)              | Gold                                                                   | 25.000      |
| Österreich (IFPI)            | Gold                                                                   | 25.000      |
| Schweden (IFPI)              | Gold                                                                   | 50.000      |
| Schweiz (IFPI)               | Gold                                                                   | 25.000      |
| Spanien (Promusicae)         | Gold                                                                   | 50.000      |
| Vereinigte Staaten (RIAA)    | 2× Platin                                                              | 2.000.000   |
| Vereinigtes Königreich (BPI) | Gold                                                                   | 100.000     |
| Insgesamt                    | 1× Silber · 13× Gold · 11× Platin ·                                    | 3.839.910   |

## Auszeichnungen nach Singles

### (I Can’t Get No) Satisfaction
| Land/Region                  | Auszeichnungen für Musikverkäufe (Land/Region, Auszeichnung, Verkäufe) | Verkäufe  |
| ---------------------------- | ---------------------------------------------------------------------- | --------- |
| Australien (ARIA)            | 3× Platin                                                              | 210.000   |
| Brasilien (PMB)              | Gold                                                                   | 30.000    |
| Dänemark (IFPI)              | Gold                                                                   | 45.000    |
| Deutschland (BVMI)           | Gold                                                                   | 500.000   |
| Italien (FIMI)               | Platin                                                                 | 50.000    |
| Neuseeland (RMNZ)            | 2× Platin                                                              | 60.000    |
| Spanien (Promusicae)         | Platin                                                                 | 60.000    |
| Vereinigte Staaten (RIAA)    | Gold                                                                   | 1.000.000 |
| Vereinigtes Königreich (BPI) | Platin                                                                 | 600.000   |
| Insgesamt                    | 4× Gold · 8× Platin ·                                                  | 2.555.000 |

### 19th Nervous Breakdown
| Land/Region                  | Auszeichnungen für Musikverkäufe (Land/Region, Auszeichnung, Verkäufe) | Verkäufe |
| ---------------------------- | ---------------------------------------------------------------------- | -------- |
| Vereinigtes Königreich (BPI) | —                                                                      | 250.000  |
| Insgesamt                    | —                                                                      | 250.000  |

### Angie
| Land/Region                  | Auszeichnungen für Musikverkäufe (Land/Region, Auszeichnung, Verkäufe) | Verkäufe  |
| ---------------------------- | ---------------------------------------------------------------------- | --------- |
| Australien (ARIA)            | 2× Platin                                                              | 140.000   |
| Frankreich (SNEP)            | Gold                                                                   | 500.000   |
| Italien (FIMI)               | Gold                                                                   | 25.000    |
| Japan (RIAJ)                 | Gold                                                                   | 50.000    |
| Neuseeland (RMNZ)            | Platin                                                                 | 30.000    |
| Spanien (Promusicae)         | Platin                                                                 | 60.000    |
| Vereinigte Staaten (RIAA)    | Gold                                                                   | 1.000.000 |
| Vereinigtes Königreich (BPI) | Silber                                                                 | 250.000   |
| Insgesamt                    | 1× Silber · 4× Gold · 4× Platin ·                                      | 2.055.000 |

### Beast of Burden
| Land/Region                  | Auszeichnungen für Musikverkäufe (Land/Region, Auszeichnung, Verkäufe) | Verkäufe |
| ---------------------------- | ---------------------------------------------------------------------- | -------- |
| Australien (ARIA)            | 3× Platin                                                              | 210.000  |
| Neuseeland (RMNZ)            | 2× Platin                                                              | 60.000   |
| Vereinigtes Königreich (BPI) | Silber                                                                 | 200.000  |
| Insgesamt                    | 1× Silber · 5× Platin ·                                                | 470.000  |

### Brown Sugar
| Land/Region                  | Auszeichnungen für Musikverkäufe (Land/Region, Auszeichnung, Verkäufe) | Verkäufe |
| ---------------------------- | ---------------------------------------------------------------------- | -------- |
| Australien (ARIA)            | Platin                                                                 | 70.000   |
| Vereinigtes Königreich (BPI) | Silber (Physisch) · + Platin (Digital)                                 | 850.000  |
| Insgesamt                    | 1× Silber · 2× Platin ·                                                | 920.000  |

### Come On
| Land/Region                  | Auszeichnungen für Musikverkäufe (Land/Region, Auszeichnung, Verkäufe) | Verkäufe |
| ---------------------------- | ---------------------------------------------------------------------- | -------- |
| Vereinigtes Königreich (BPI) | —                                                                      | 250.000  |
| Insgesamt                    | —                                                                      | 250.000  |

### Get Off of My Cloud
| Land/Region                  | Auszeichnungen für Musikverkäufe (Land/Region, Auszeichnung, Verkäufe) | Verkäufe |
| ---------------------------- | ---------------------------------------------------------------------- | -------- |
| Deutschland (BVMI)           | Gold                                                                   | 500.000  |
| Vereinigtes Königreich (BPI) | —                                                                      | 250.000  |
| Insgesamt                    | 1× Gold ·                                                              | 750.000  |

### Gimme Shelter
| Land/Region                  | Auszeichnungen für Musikverkäufe (Land/Region, Auszeichnung, Verkäufe) | Verkäufe  |
| ---------------------------- | ---------------------------------------------------------------------- | --------- |
| Australien (ARIA)            | 3× Platin                                                              | 210.000   |
| Italien (FIMI)               | Gold                                                                   | 25.000    |
| Neuseeland (RMNZ)            | 2× Platin                                                              | 60.000    |
| Spanien (Promusicae)         | Gold                                                                   | 30.000    |
| Vereinigtes Königreich (BPI) | 2× Platin                                                              | 1.200.000 |
| Insgesamt                    | 2× Gold · 7× Platin ·                                                  | 1.525.000 |

### Harlem Shuffle
| Land/Region | Auszeichnungen für Musikverkäufe (Land/Region, Auszeichnung, Verkäufe) | Verkäufe |
| ----------- | ---------------------------------------------------------------------- | -------- |
| Kanada (MC) | Gold                                                                   | 75.000   |
| Insgesamt   | 1× Gold ·                                                              | 75.000   |

### Honky Tonk Women
| Land/Region                  | Auszeichnungen für Musikverkäufe (Land/Region, Auszeichnung, Verkäufe) | Verkäufe  |
| ---------------------------- | ---------------------------------------------------------------------- | --------- |
| Australien (ARIA)            | Platin                                                                 | 70.000    |
| Vereinigte Staaten (RIAA)    | Gold                                                                   | 1.000.000 |
| Vereinigtes Königreich (BPI) | Silber                                                                 | 450.000   |
| Insgesamt                    | 1× Silber · 1× Gold · 1× Platin ·                                      | 1.520.000 |

### It’s All Over Now
| Land/Region                  | Auszeichnungen für Musikverkäufe (Land/Region, Auszeichnung, Verkäufe) | Verkäufe |
| ---------------------------- | ---------------------------------------------------------------------- | -------- |
| Vereinigtes Königreich (BPI) | —                                                                      | 250.000  |
| Insgesamt                    | —                                                                      | 250.000  |

### Jumpin’ Jack Flash
| Land/Region                  | Auszeichnungen für Musikverkäufe (Land/Region, Auszeichnung, Verkäufe) | Verkäufe |
| ---------------------------- | ---------------------------------------------------------------------- | -------- |
| Australien (ARIA)            | Platin                                                                 | 70.000   |
| Vereinigtes Königreich (BPI) | Gold                                                                   | 400.000  |
| Insgesamt                    | 1× Gold · 1× Platin ·                                                  | 470.000  |

### Little Red Rooster
| Land/Region                  | Auszeichnungen für Musikverkäufe (Land/Region, Auszeichnung, Verkäufe) | Verkäufe |
| ---------------------------- | ---------------------------------------------------------------------- | -------- |
| Vereinigtes Königreich (BPI) | —                                                                      | 250.000  |
| Insgesamt                    | —                                                                      | 250.000  |

### Living in a Ghost Town
| Land/Region       | Auszeichnungen für Musikverkäufe (Land/Region, Auszeichnung, Verkäufe) | Verkäufe |
| ----------------- | ---------------------------------------------------------------------- | -------- |
| Brasilien (PMB)   | Platin                                                                 | 40.000   |
| Frankreich (SNEP) | Gold                                                                   | 100.000  |
| Insgesamt         | 1× Gold · 1× Platin ·                                                  | 140.000  |

### Miss You
| Land/Region                  | Auszeichnungen für Musikverkäufe (Land/Region, Auszeichnung, Verkäufe) | Verkäufe  |
| ---------------------------- | ---------------------------------------------------------------------- | --------- |
| Australien (ARIA)            | Platin                                                                 | 70.000    |
| Vereinigte Staaten (RIAA)    | Gold                                                                   | 1.000.000 |
| Vereinigtes Königreich (BPI) | Silber                                                                 | 250.000   |
| Insgesamt                    | 1× Silber · 1× Gold · 1× Platin ·                                      | 1.320.000 |

### Not Fade Away
| Land/Region                  | Auszeichnungen für Musikverkäufe (Land/Region, Auszeichnung, Verkäufe) | Verkäufe |
| ---------------------------- | ---------------------------------------------------------------------- | -------- |
| Vereinigtes Königreich (BPI) | —                                                                      | 250.000  |
| Insgesamt                    | —                                                                      | 250.000  |

### Paint It Black
| Land/Region                  | Auszeichnungen für Musikverkäufe (Land/Region, Auszeichnung, Verkäufe) | Verkäufe  |
| ---------------------------- | ---------------------------------------------------------------------- | --------- |
| Australien (ARIA)            | 5× Platin                                                              | 350.000   |
| Dänemark (IFPI)              | Gold                                                                   | 45.000    |
| Deutschland (BVMI)           | Gold                                                                   | 250.000   |
| Italien (FIMI)               | Platin                                                                 | 50.000    |
| Neuseeland (RMNZ)            | 4× Platin                                                              | 120.000   |
| Spanien (Promusicae)         | 2× Platin                                                              | 120.000   |
| Vereinigtes Königreich (BPI) | 2× Platin                                                              | 1.200.000 |
| Insgesamt                    | 2× Gold · 14× Platin ·                                                 | 2.135.000 |

### Ruby Tuesday
| Land/Region                  | Auszeichnungen für Musikverkäufe (Land/Region, Auszeichnung, Verkäufe) | Verkäufe  |
| ---------------------------- | ---------------------------------------------------------------------- | --------- |
| Australien (ARIA)            | Gold                                                                   | 35.000    |
| Neuseeland (RMNZ)            | Gold                                                                   | 15.000    |
| Vereinigte Staaten (RIAA)    | Gold                                                                   | 1.000.000 |
| Vereinigtes Königreich (BPI) | Silber                                                                 | 250.000   |
| Insgesamt                    | 1× Silber · 3× Gold ·                                                  | 1.300.000 |

### She’s a Rainbow
| Land/Region                  | Auszeichnungen für Musikverkäufe (Land/Region, Auszeichnung, Verkäufe) | Verkäufe |
| ---------------------------- | ---------------------------------------------------------------------- | -------- |
| Australien (ARIA)            | Gold                                                                   | 35.000   |
| Vereinigtes Königreich (BPI) | Silber                                                                 | 200.000  |
| Insgesamt                    | 1× Silber · 1× Gold ·                                                  | 235.000  |

### Start Me Up
| Land/Region                  | Auszeichnungen für Musikverkäufe (Land/Region, Auszeichnung, Verkäufe) | Verkäufe  |
| ---------------------------- | ---------------------------------------------------------------------- | --------- |
| Australien (ARIA)            | 3× Platin                                                              | 210.000   |
| Dänemark (IFPI)              | Gold                                                                   | 45.000    |
| Italien (FIMI)               | Platin                                                                 | 70.000    |
| Neuseeland (RMNZ)            | 3× Platin                                                              | 90.000    |
| Spanien (Promusicae)         | Platin                                                                 | 60.000    |
| Vereinigtes Königreich (BPI) | Platin                                                                 | 600.000   |
| Insgesamt                    | 1× Gold · 9× Platin ·                                                  | 1.075.000 |

### Sympathy for the Devil
| Land/Region                  | Auszeichnungen für Musikverkäufe (Land/Region, Auszeichnung, Verkäufe) | Verkäufe  |
| ---------------------------- | ---------------------------------------------------------------------- | --------- |
| Australien (ARIA)            | 3× Platin                                                              | 210.000   |
| Deutschland (BVMI)           | Gold                                                                   | 150.000   |
| Italien (FIMI)               | Platin                                                                 | 50.000    |
| Neuseeland (RMNZ)            | 2× Platin                                                              | 60.000    |
| Spanien (Promusicae)         | Platin                                                                 | 60.000    |
| Vereinigtes Königreich (BPI) | Platin                                                                 | 600.000   |
| Insgesamt                    | 1× Gold · 8× Platin ·                                                  | 1.130.000 |

### Tumbling Dice
| Land/Region       | Auszeichnungen für Musikverkäufe (Land/Region, Auszeichnung, Verkäufe) | Verkäufe |
| ----------------- | ---------------------------------------------------------------------- | -------- |
| Australien (ARIA) | Gold                                                                   | 35.000   |
| Insgesamt         | 1× Gold ·                                                              | 35.000   |

### Waiting on a Friend
| Land/Region       | Auszeichnungen für Musikverkäufe (Land/Region, Auszeichnung, Verkäufe) | Verkäufe |
| ----------------- | ---------------------------------------------------------------------- | -------- |
| Australien (ARIA) | Gold                                                                   | 35.000   |
| Insgesamt         | 1× Gold ·                                                              | 35.000   |

### Wild Horses
| Land/Region                  | Auszeichnungen für Musikverkäufe (Land/Region, Auszeichnung, Verkäufe) | Verkäufe |
| ---------------------------- | ---------------------------------------------------------------------- | -------- |
| Australien (ARIA)            | Platin                                                                 | 70.000   |
| Neuseeland (RMNZ)            | 2× Platin                                                              | 60.000   |
| Vereinigtes Königreich (BPI) | Platin                                                                 | 600.000  |
| Insgesamt                    | 4× Platin ·                                                            | 730.000  |

### You Can’t Always Get What You Want
| Land/Region                  | Auszeichnungen für Musikverkäufe (Land/Region, Auszeichnung, Verkäufe) | Verkäufe |
| ---------------------------- | ---------------------------------------------------------------------- | -------- |
| Australien (ARIA)            | Platin                                                                 | 70.000   |
| Neuseeland (RMNZ)            | Platin                                                                 | 30.000   |
| Vereinigtes Königreich (BPI) | Gold                                                                   | 400.000  |
| Insgesamt                    | 1× Gold · 2× Platin ·                                                  | 500.000  |

## Auszeichnungen nach Liedern

### Can’t You Hear Me Knocking
| Land/Region       | Auszeichnungen für Musikverkäufe (Land/Region, Auszeichnung, Verkäufe) | Verkäufe |
| ----------------- | ---------------------------------------------------------------------- | -------- |
| Australien (ARIA) | Gold                                                                   | 35.000   |
| Insgesamt         | 1× Gold ·                                                              | 35.000   |

### Under My Thumb
| Land/Region       | Auszeichnungen für Musikverkäufe (Land/Region, Auszeichnung, Verkäufe) | Verkäufe |
| ----------------- | ---------------------------------------------------------------------- | -------- |
| Australien (ARIA) | Gold                                                                   | 35.000   |
| Insgesamt         | 1× Gold ·                                                              | 35.000   |

## Auszeichnungen nach Videoalben

### 25x5 – The Continuing Adventures of the Rolling Stones
| Land/Region               | Auszeichnungen für Musikverkäufe (Land/Region, Auszeichnung, Verkäufe) | Verkäufe |
| ------------------------- | ---------------------------------------------------------------------- | -------- |
| Deutschland (BVMI)        | Gold                                                                   | 25.000   |
| Kanada (MC)               | Platin                                                                 | 10.000   |
| Vereinigte Staaten (RIAA) | 2× Platin                                                              | 200.000  |
| Insgesamt                 | 1× Gold · 3× Platin ·                                                  | 235.000  |

### Bridges to Babylon Tour ’97–98
| Land/Region                  | Auszeichnungen für Musikverkäufe (Land/Region, Auszeichnung, Verkäufe) | Verkäufe |
| ---------------------------- | ---------------------------------------------------------------------- | -------- |
| Vereinigtes Königreich (BPI) | Gold                                                                   | 25.000   |
| Insgesamt                    | 1× Gold ·                                                              | 25.000   |

### Checkerboard Lounge / Live Chicago 1981
| Land/Region               | Auszeichnungen für Musikverkäufe (Land/Region, Auszeichnung, Verkäufe) | Verkäufe |
| ------------------------- | ---------------------------------------------------------------------- | -------- |
| Vereinigte Staaten (RIAA) | Gold                                                                   | 50.000   |
| Insgesamt                 | 1× Gold ·                                                              | 50.000   |

### Crossfire Hurricane
| Land/Region       | Auszeichnungen für Musikverkäufe (Land/Region, Auszeichnung, Verkäufe) | Verkäufe |
| ----------------- | ---------------------------------------------------------------------- | -------- |
| Australien (ARIA) | Gold                                                                   | 7.500    |
| Kanada (MC)       | Platin                                                                 | 10.000   |
| Insgesamt         | 1× Gold · 1× Platin ·                                                  | 17.500   |

### Four Flicks
| Land/Region                  | Auszeichnungen für Musikverkäufe (Land/Region, Auszeichnung, Verkäufe) | Verkäufe  |
| ---------------------------- | ---------------------------------------------------------------------- | --------- |
| Australien (ARIA)            | Platin                                                                 | 15.000    |
| Brasilien (PMB)              | Gold                                                                   | 25.000    |
| Frankreich (SNEP)            | 2× Platin                                                              | 40.000    |
| Kanada (MC)                  | 2× Diamant                                                             | 200.000   |
| Österreich (IFPI)            | Gold                                                                   | 5.000     |
| Portugal (AFP)               | Platin                                                                 | 8.000     |
| Vereinigte Staaten (RIAA)    | 19× Platin                                                             | 1.900.000 |
| Vereinigtes Königreich (BPI) | Gold                                                                   | 25.000    |
| Insgesamt                    | 3× Gold · 23× Platin · 2× Diamant ·                                    | 2.218.000 |

### From the Vault – Hampton Coliseum (Live in 1981)
| Land/Region | Auszeichnungen für Musikverkäufe (Land/Region, Auszeichnung, Verkäufe) | Verkäufe |
| ----------- | ---------------------------------------------------------------------- | -------- |
| Kanada (MC) | Gold                                                                   | 5.000    |
| Insgesamt   | 1× Gold ·                                                              | 5.000    |

### From the Vault – L.A. Forum (Live in 1975)
| Land/Region | Auszeichnungen für Musikverkäufe (Land/Region, Auszeichnung, Verkäufe) | Verkäufe |
| ----------- | ---------------------------------------------------------------------- | -------- |
| Kanada (MC) | Gold                                                                   | 5.000    |
| Insgesamt   | 1× Gold ·                                                              | 5.000    |

### From the Vault – Sticky Fingers: Live at the Fonda Theatre 2015
| Land/Region       | Auszeichnungen für Musikverkäufe (Land/Region, Auszeichnung, Verkäufe) | Verkäufe |
| ----------------- | ---------------------------------------------------------------------- | -------- |
| Frankreich (SNEP) | Gold                                                                   | 5.000    |
| Insgesamt         | 1× Gold ·                                                              | 5.000    |

### Gimme Shelter
| Land/Region                  | Auszeichnungen für Musikverkäufe (Land/Region, Auszeichnung, Verkäufe) | Verkäufe |
| ---------------------------- | ---------------------------------------------------------------------- | -------- |
| Vereinigte Staaten (RIAA)    | Gold                                                                   | 50.000   |
| Vereinigtes Königreich (BPI) | Gold                                                                   | 25.000   |
| Insgesamt                    | 2× Gold ·                                                              | 75.000   |

### Havana Moon
| Land/Region        | Auszeichnungen für Musikverkäufe (Land/Region, Auszeichnung, Verkäufe) | Verkäufe |
| ------------------ | ---------------------------------------------------------------------- | -------- |
| Deutschland (BVMI) | 2× Platin                                                              | 100.000  |
| Frankreich (SNEP)  | 2× Platin                                                              | 30.000   |
| Kanada (MC)        | Gold                                                                   | 5.000    |
| Insgesamt          | 1× Gold · 4× Platin ·                                                  | 135.000  |

### Ladies & Gentlemen: The Rolling Stones
| Land/Region               | Auszeichnungen für Musikverkäufe (Land/Region, Auszeichnung, Verkäufe) | Verkäufe |
| ------------------------- | ---------------------------------------------------------------------- | -------- |
| Deutschland (BVMI)        | Gold                                                                   | 25.000   |
| Frankreich (UPFI)         | Platin                                                                 | 15.000   |
| Kanada (MC)               | 2× Platin                                                              | 20.000   |
| Neuseeland (RMNZ)         | Gold                                                                   | 2.500    |
| Vereinigte Staaten (RIAA) | Gold                                                                   | 50.000   |
| Insgesamt                 | 3× Gold · 3× Platin ·                                                  | 112.500  |

### Shine a Light
| Land/Region                  | Auszeichnungen für Musikverkäufe (Land/Region, Auszeichnung, Verkäufe) | Verkäufe |
| ---------------------------- | ---------------------------------------------------------------------- | -------- |
| Vereinigtes Königreich (BPI) | Platin                                                                 | 50.000   |
| Insgesamt                    | 1× Platin ·                                                            | 50.000   |

### Some Girls – Live in Texas ’78
| Land/Region               | Auszeichnungen für Musikverkäufe (Land/Region, Auszeichnung, Verkäufe) | Verkäufe |
| ------------------------- | ---------------------------------------------------------------------- | -------- |
| Frankreich (UPFI)         | Gold                                                                   | 7.500    |
| Kanada (MC)               | Platin                                                                 | 10.000   |
| Vereinigte Staaten (RIAA) | Gold                                                                   | 50.000   |
| Insgesamt                 | 2× Gold · 1× Platin ·                                                  | 67.500   |

### Stones at the Max
| Land/Region               | Auszeichnungen für Musikverkäufe (Land/Region, Auszeichnung, Verkäufe) | Verkäufe |
| ------------------------- | ---------------------------------------------------------------------- | -------- |
| Australien (ARIA)         | 2× Platin                                                              | 30.000   |
| Portugal (AFP)            | Gold                                                                   | 4.000    |
| Vereinigte Staaten (RIAA) | Gold                                                                   | 50.000   |
| Insgesamt                 | 2× Gold · 2× Platin ·                                                  | 84.000   |

### Stones in Exile
| Land/Region               | Auszeichnungen für Musikverkäufe (Land/Region, Auszeichnung, Verkäufe) | Verkäufe |
| ------------------------- | ---------------------------------------------------------------------- | -------- |
| Frankreich (UPFI)         | Gold                                                                   | 7.500    |
| Kanada (MC)               | Platin                                                                 | 10.000   |
| Vereinigte Staaten (RIAA) | Gold                                                                   | 50.000   |
| Insgesamt                 | 2× Gold · 1× Platin ·                                                  | 67.500   |

### Sweet Summer Sun – Hyde Park Live
| Land/Region                  | Auszeichnungen für Musikverkäufe (Land/Region, Auszeichnung, Verkäufe) | Verkäufe |
| ---------------------------- | ---------------------------------------------------------------------- | -------- |
| Australien (ARIA)            | Platin                                                                 | 15.000   |
| Deutschland (BVMI)           | Platin                                                                 | 50.000   |
| Frankreich (UPFI)            | 3× Platin                                                              | 45.000   |
| Kanada (MC)                  | Platin                                                                 | 10.000   |
| Vereinigte Staaten (RIAA)    | Gold                                                                   | 50.000   |
| Vereinigtes Königreich (BPI) | Platin                                                                 | 50.000   |
| Insgesamt                    | 1× Gold · 7× Platin ·                                                  | 220.000  |

### The Biggest Bang
| Land/Region                  | Auszeichnungen für Musikverkäufe (Land/Region, Auszeichnung, Verkäufe) | Verkäufe |
| ---------------------------- | ---------------------------------------------------------------------- | -------- |
| Australien (ARIA)            | Gold                                                                   | 7.500    |
| Brasilien (PMB)              | Platin                                                                 | 30.000   |
| Deutschland (BVMI)           | Gold                                                                   | 25.000   |
| Schweiz (IFPI)               | Gold                                                                   | 3.000    |
| Vereinigte Staaten (RIAA)    | 7× Platin                                                              | 700.000  |
| Vereinigtes Königreich (BPI) | Gold                                                                   | 25.000   |
| Insgesamt                    | 4× Gold · 8× Platin ·                                                  | 790.500  |

### The Rolling Stones Rock and Roll Circus
| Land/Region                  | Auszeichnungen für Musikverkäufe (Land/Region, Auszeichnung, Verkäufe) | Verkäufe |
| ---------------------------- | ---------------------------------------------------------------------- | -------- |
| Argentinien (CAPIF)          | Platin                                                                 | 8.000    |
| Vereinigte Staaten (RIAA)    | Platin                                                                 | 100.000  |
| Vereinigtes Königreich (BPI) | Gold                                                                   | 25.000   |
| Insgesamt                    | 1× Gold · 2× Platin ·                                                  | 133.000  |

### The Rolling Stones: Voodoo Lounge Live/Voodoo Lounge Uncut
| Land/Region               | Auszeichnungen für Musikverkäufe (Land/Region, Auszeichnung, Verkäufe) | Verkäufe |
| ------------------------- | ---------------------------------------------------------------------- | -------- |
| Frankreich (SNEP)         | Gold                                                                   | 5.000    |
| Vereinigte Staaten (RIAA) | Gold                                                                   | 50.000   |
| Insgesamt                 | 2× Gold ·                                                              | 55.000   |

### The Stones in the Park
| Land/Region                  | Auszeichnungen für Musikverkäufe (Land/Region, Auszeichnung, Verkäufe) | Verkäufe |
| ---------------------------- | ---------------------------------------------------------------------- | -------- |
| Vereinigtes Königreich (BPI) | Gold                                                                   | 25.000   |
| Insgesamt                    | 1× Gold ·                                                              | 25.000   |

## Statistik und Quellen
| Land/RegionAuszeichnungen für Musikverkäufe (Land/Region, Auszeichnungen, Verkäufe, Quellen) | Silber       | Gold         | Platin         | Diamant     | Verkäufe    | Quellen |
| -------------------------------------------------------------------------------------------- | ------------ | ------------ | -------------- | ----------- | ----------- | --- |
| Argentinien (CAPIF)                                                                          | —            | 4× Gold4     | 13× Platin13   | —           | 758.000     | capif.org.ar (Memento vom 6. Juli 2011 im Internet Archive) AR2 (Memento vom 31. Mai 2011 im Internet Archive) |
| Australien (ARIA)                                                                            | —            | 16× Gold16   | 47× Platin47   | —           | 3.540.000   | aria.com.au |
| Belgien (BRMA)                                                                               | —            | 4× Gold4     | 3× Platin3     | —           | 220.000     | ultratop.be |
| Brasilien (PMB)                                                                              | —            | 4× Gold4     | 2× Platin2     | —           | 275.000     | pro-musicabr.org.br                                                                                            |
| Dänemark (IFPI)                                                                              | —            | 5× Gold5     | Platin1        | —           | 205.000     | ifpi.dk |
| Deutschland (BVMI)                                                                           | —            | 16× Gold16   | 9× Platin9     | —           | 5.425.000   | musikindustrie.de                                                                                              |
| Europa (IFPI)                                                                                | —            | Gold1        | 5× Platin5     | —           | (5.500.000) | ifpi.org (Memento vom 15. Oktober 2013 im Internet Archive)                                                    |
| Finnland (IFPI)                                                                              | —            | 2× Gold2     | —              | —           | 53.198      | ifpi.fi |
| Frankreich (SNEP)                                                                            | —            | 24× Gold24   | 9× Platin9     | —           | 3.580.000   | infodisc.fr snepmusique.com                                                                                    |
| Frankreich (UPFI)                                                                            | —            | 2× Gold2     | 4× Platin4     | —           | 75.000      | upfi.fr |
| Griechenland (IFPI)                                                                          | —            | 2× Gold2     | —              | —           | 25.000      | Einzelnachweise                                                                                                |
| Irland (IRMA)                                                                                | Silber1      | Gold1        | —              | —           | 12.500      | irishcharts.ie                                                                                                 |
| Italien (FIMI)                                                                               | —            | 8× Gold8     | 4× Platin4     | —           | 450.000     | fimi.it |
| Japan (RIAJ)                                                                                 | —            | 6× Gold6     | 2× Platin2     | —           | 1.119.010   | riaj.or.jp |
| Kanada (MC)                                                                                  | —            | 10× Gold10   | 30× Platin30   | 2× Diamant2 | 2.950.000   | musiccanada.com                                                                                                |
| Mexiko (AMPROFON)                                                                            | —            | Gold1        | Platin1        | —           | 100.000     | Einzelnachweise                                                                                                |
| Neuseeland (RMNZ)                                                                            | —            | 13× Gold13   | 33× Platin33   | —           | 915.000     | aotearoamusiccharts.co.nz NZ2 NZ3                                                                              |
| Niederlande (NVPI)                                                                           | —            | 8× Gold8     | 9× Platin9     | —           | 1.060.000   | nvpi.nl |
| Norwegen (IFPI)                                                                              | Silber1      | 2× Gold2     | Platin1        | —           | 170.000     | ifpi.no (Memento vom 5. November 2012 im Internet Archive)                                                     |
| Österreich (IFPI)                                                                            | —            | 9× Gold9     | 5× Platin5     | —           | 325.000     | ifpi.at |
| Polen (ZPAV)                                                                                 | —            | 4× Gold4     | 4× Platin4     | —           | 240.000     | olis.pl |
| Portugal (AFP)                                                                               | —            | 3× Gold3     | Platin1        | —           | 42.000      | Einzelnachweise                                                                                                |
| Schweden (IFPI)                                                                              | —            | 6× Gold6     | Platin1        | —           | 285.000     | sverigetopplistan.se                                                                                           |
| Schweiz (IFPI)                                                                               | —            | 7× Gold7     | 3× Platin3     | —           | 273.000     | hitparade.ch                                                                                                   |
| Spanien (Promusicae)                                                                         | —            | 12× Gold12   | 8× Platin8     | —           | 1.050.000   | elportaldemusica.es ES2 ES3 ES4                                                                                |
| Uruguay (CUD)                                                                                | —            | Gold1        | —              | —           | 3.000       | cudisco.org |
| Vereinigte Staaten (RIAA)                                                                    | —            | 28× Gold28   | 78× Platin78   | Diamant1    | 75.300.000  | riaa.com |
| Vereinigtes Königreich (BPI)                                                                 | 13× Silber13 | 32× Gold32   | 24× Platin24   | —           | 17.050.000  | bpi.co.uk |
| Insgesamt                                                                                    | 15× Silber15 | 231× Gold231 | 297× Platin297 | 3× Diamant3 |             | |